# Сімодзі (Міяко)
Острів Сімо́дзі (яп. 下地島, Сімодзі-Дзіма) — невеликий острів в групі Міяко островів Сакісіма архіпелагу Рюкю, Японія. Адміністративно належить до округу Міяко повіту Міяко префектури Окінава.
Площа острова становить 9,54 км².
Багатьма мостами з'єднаний із сусіднім островом Ірабу. На півночі острова був збудований аеропорт.
Острів рівнинний, найвища точка — 15 м,. Річок немає, є кілька невеликих озер на заході.

## Галерея

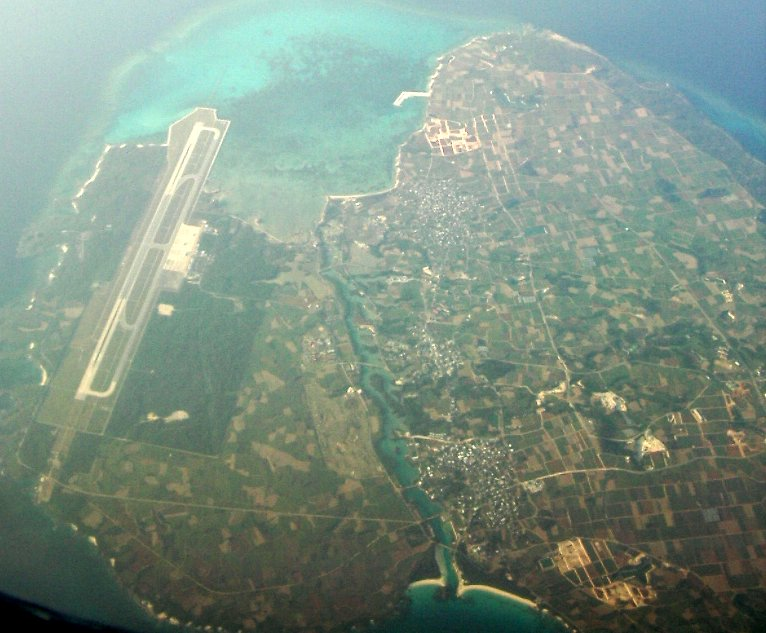
Супутниковий знімок острова
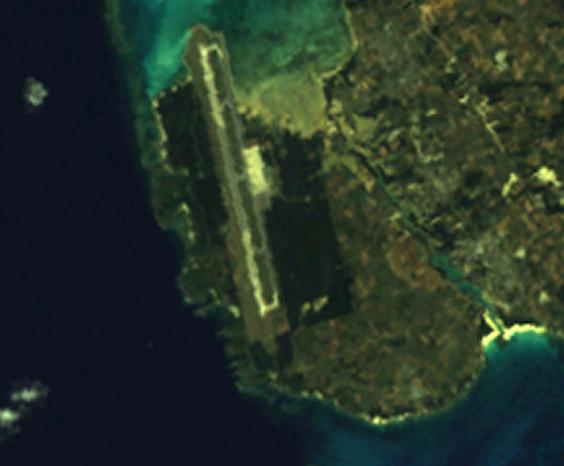
Супутниковий знімок острова
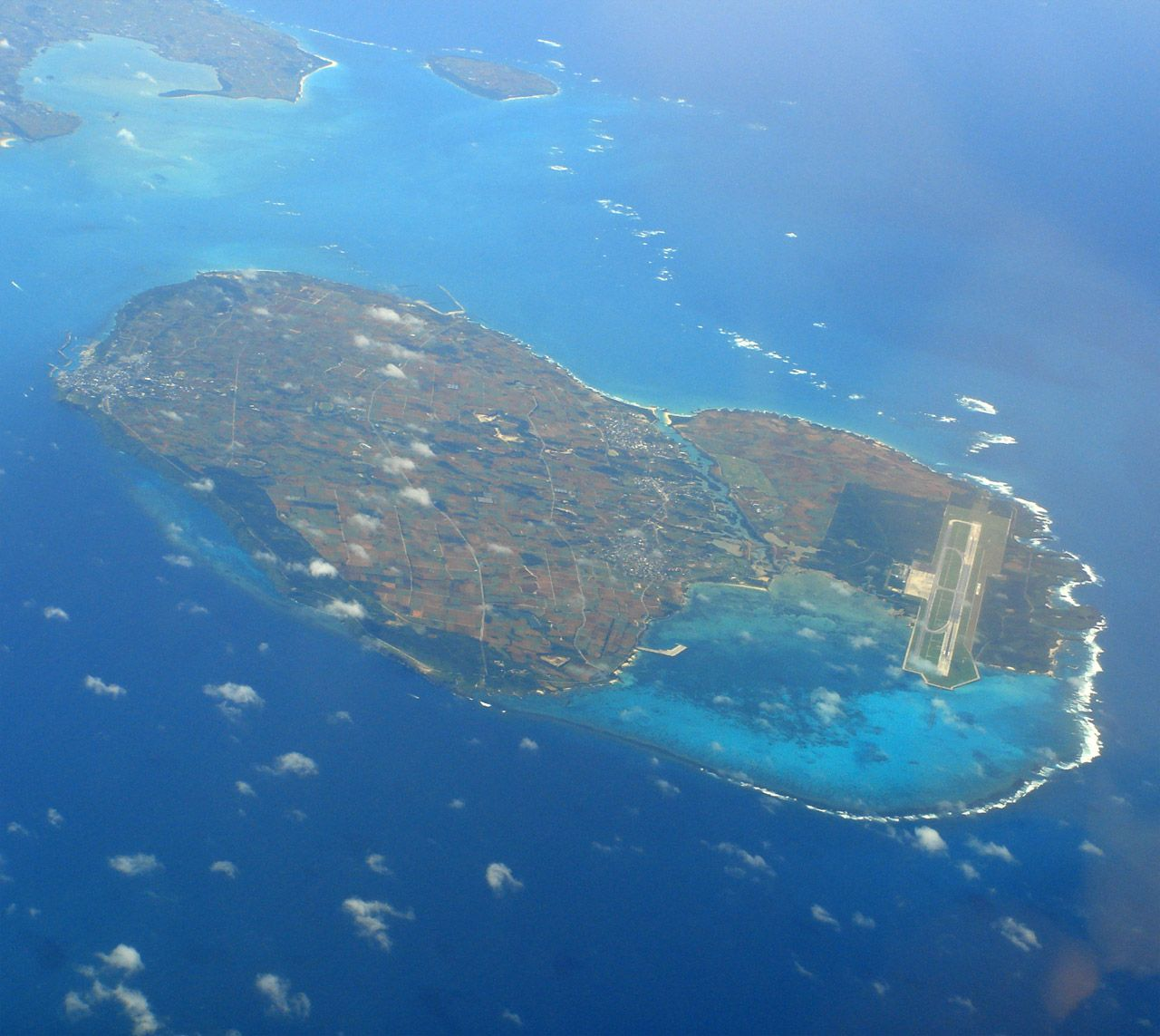
Знімок острова з літака
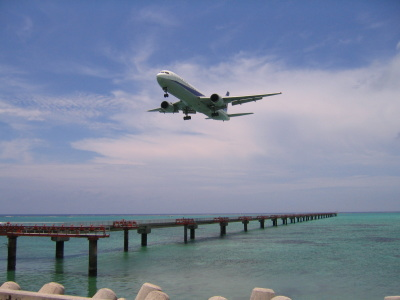
Літак на посадкі
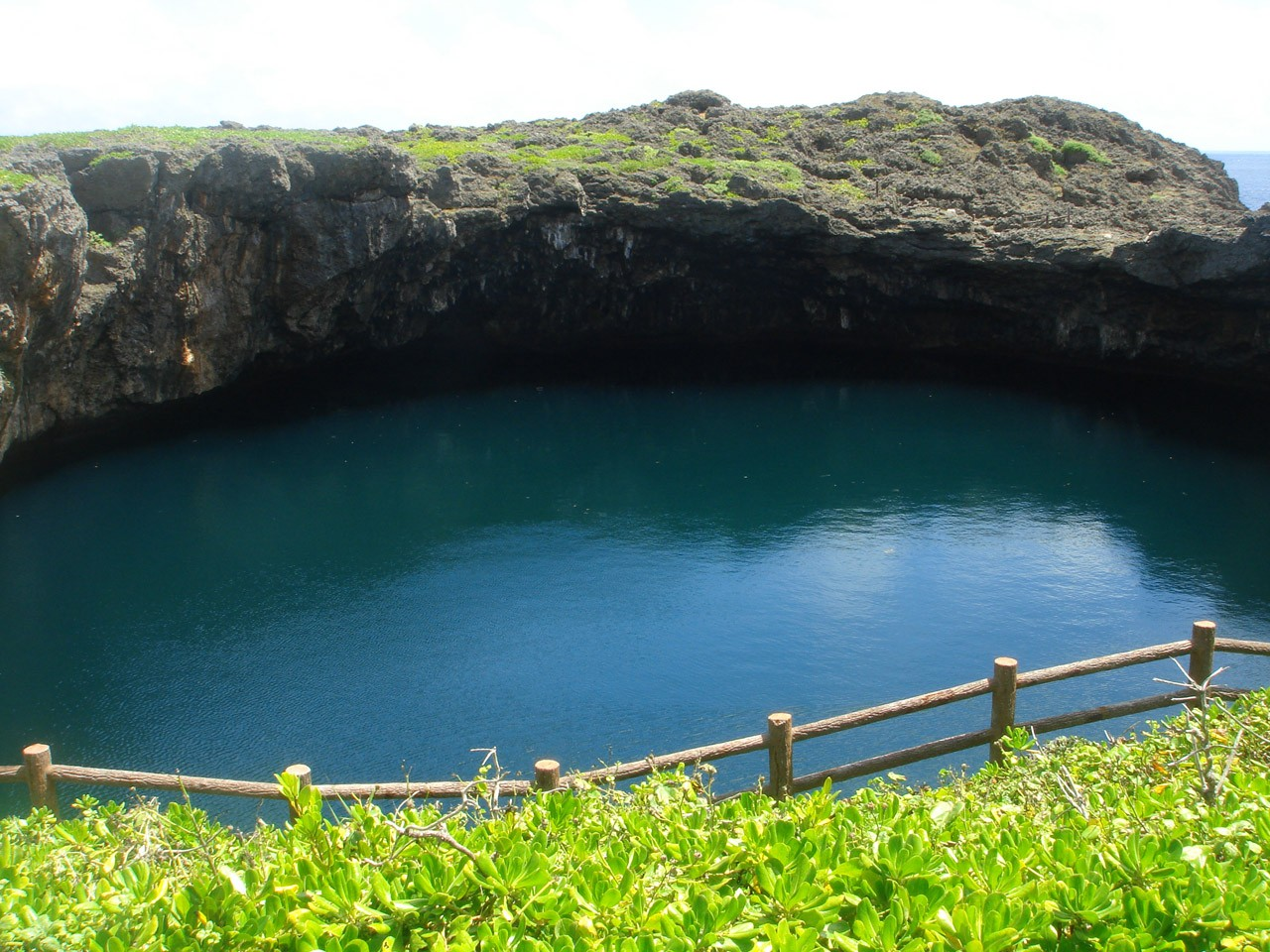
Озеро Торіїке
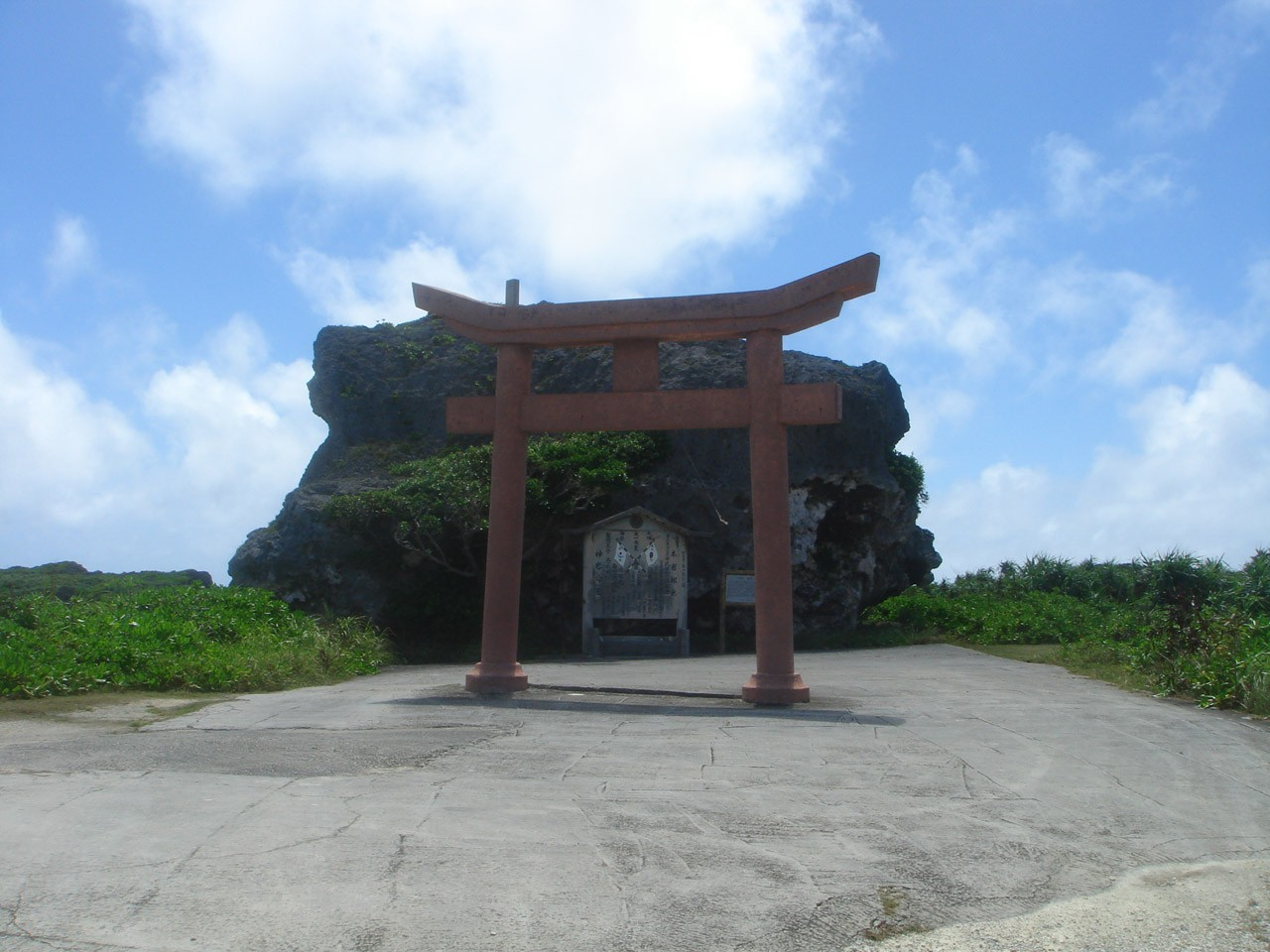
Монумент